# Општина Фронтера (Коавила)
Фронтера (шп. Frontera) општина је у Мексику у савезној држави Коавила. Општина се налази на надморској висини од 590 м.

## Становништво
Према подацима из 2010. у општини је живело 75215 становника.

### Хронологија
| Година       | 2000                  | 2005                  | 2010                  |
| ------------ | --------------------- | --------------------- | --------------------- |
| Становништво | 66579 (33062 / 33517) | 70160 (35044 / 35116) | 75215 (37561 / 37654) |

### Попис
| \| \| м \| \| \| ж \| \| 0—2 \| 2.194 \| \| \| 2.131 \| \| 3—5 \| 2.238 \| \| \| 2.201 \| \| 6—11 \| 4.643 \| \| \| 4.429 \| \| 12—14 \| 2.204 \| \| \| 2.176 \| \| 15—17 \| 2.182 \| \| \| 2.135 \| \| 18—24 \| 4.775 \| \| \| 4.577 \| \| 60+ \| 3.080 \| \| \| 3.203 \| \| Просек : \| 28,8 \| \| \| 29,3 \| |       |  |  |       |
| |       |  |  |       |
| | м     |  |  | ж     |
| 0—2 | 2.194 |  |  | 2.131 |
| 3—5 | 2.238 |  |  | 2.201 |
| 6—11 | 4.643 |  |  | 4.429 |
| 12—14 | 2.204 |  |  | 2.176 |
| 15—17 | 2.182 |  |  | 2.135 |
| 18—24 | 4.775 |  |  | 4.577 |
| 60+ | 3.080 |  |  | 3.203 |
| Просек : | 28,8  |  |  | 29,3  |

| #   | Индикатор                                                                                        | Вредност |
| --- | ------------------------------------------------------------------------------------------------ | -------- |
| 1   | Становништво од 0 до 2 године                                                                    | 4325     |
| 2   | Мушко становништво од 0 до 2 године                                                              | 2194     |
| 3   | Женско становништво од 0 до 2 године                                                             | 2131     |
| 4   | Становништво са 3 и више година                                                                  | 70585    |
| 5   | Мушко становништво са 3 и више година                                                            | 35216    |
| 6   | Женско становништво са 3 и више година                                                           | 35369    |
| 7   | Становништво са 5 и више година                                                                  | 67611    |
| 8   | Мушко становништво са 5 и више година                                                            | 33708    |
| 9   | Женско становништво са 5 и више година                                                           | 33903    |
| 10  | Становништво са 12 и више година                                                                 | 57074    |
| 11  | Мушко становништво са 12 и више година                                                           | 28335    |
| 12  | Женско становништво са 12 и више година                                                          | 28739    |
| 13  | Становништво са 15 и више година                                                                 | 52694    |
| 14  | Мушко становништво са 15 и више година                                                           | 26131    |
| 15  | Женско становништво са 15 и више година                                                          | 26563    |
| 16  | Становништво са 18 и више година                                                                 | 48377    |
| 17  | Мушко становништво са 18 и више година                                                           | 23949    |
| 18  | Женско становништво са 18 и више година                                                          | 24428    |
| 19  | Становништво од 3 до 5 година                                                                    | 4439     |
| 20  | Мушко становништво од 3 до 5 година                                                              | 2238     |
| 21  | Женско становништво од 3 до 5 година                                                             | 2201     |
| 22  | Становништво од 6 до 11 година                                                                   | 9072     |
| 23  | Мушко становништво од 6 до 11 година                                                             | 4643     |
| 24  | Женско становништво од 6 до 11 година                                                            | 4429     |
| 25  | Становништво од 8 до 14 година                                                                   | 10490    |
| 26  | Мушко становништво од 8 до 14 година                                                             | 5343     |
| 27  | Женско становништво од 8 до 14 година                                                            | 5147     |
| 28  | Становништво од 12 до 14 година                                                                  | 4380     |
| 29  | Мушко становништво од 12 до 14 година                                                            | 2204     |
| 30  | Женско становништво од 12 до 14 година                                                           | 2176     |
| 31  | Становништво од 15 до 17 година                                                                  | 4317     |
| 32  | Мушко становништво од 15 до 17 година                                                            | 2182     |
| 33  | Женско становништво од 15 до 17 година                                                           | 2135     |
| 34  | Становништво од 18 до 24 године                                                                  | 9352     |
| 35  | Мушко становништво од 18 до 24 године                                                            | 4775     |
| 36  | Женско становништво од 18 до 24 године                                                           | 4577     |
| 37  | Женско становништво од 15 до 49 година                                                           | 20162    |
| 38  | Становништво са 60 и више година                                                                 | 6283     |
| 39  | Мушко становништво са 60 и више година                                                           | 3080     |
| 40  | Женско становништво са 60 и више година                                                          | 3203     |
| 41  | Однос између мушкараца и жена                                                                    | 99.75    |
| 42  | Становништво од нуле до 14 година                                                                | 22216    |
| 43  | Становништво од 15 до 64 године                                                                  | 48552    |
| 44  | Становништво од 65 година и више                                                                 | 4142     |
| 45  | Просечан број деце                                                                               | 2.37     |
| 46  | Становништво рођено у ентитету                                                                   | 69363    |
| 47  | Мушко становништво рођено у ентитету                                                             | 34596    |
| 48  | Женско становништво рођено у ентитету                                                            | 34767    |
| 49  | Становништво рођено у другом ентитету                                                            | 5195     |
| 50  | Мушко становништво рођено у другом ентитету                                                      | 2632     |
| 51  | Женско становништво рођено у другом ентитету                                                     | 2563     |
| 52  | Становништво од 5 година и више резидентно у ентитету у јуну 2005. године                        | 66132    |
| 53  | Мушко становништво старосног доба од 5 година и више, резидентно у ентитету у јуну 2005. године  | 32909    |
| 54  | Женско становништво старосног доба од 5 и више година, резидентно у ентитету у јуну 2005. године | 33223    |
| 55  | Становништво од 5 година и више које је живело у другом ентитету у јуну 2005. године             | 717      |
| 56  | Мушко становништво старије од 5 година које је живело у другом ентитету у јуну 2005. године      | 363      |
| 57  | Женско становништво старије од 5 година које је живело у другом ентитету у јуну 2005. године     | 354      |
| 58  | Становништво од 3 године и више које говори аутохтони језик                                      | 121      |
| 59  | Мушко становништво старо 3 године и више које говори аутохтони језик                             | 63       |
| 60  | Женско становништво старо 3 године и више које говори аутохтони језик                            | 58       |
| 61  | Становништво од 3 године и више које говори аутохтони језик и не говори шпански језик            | 0        |
| 62  | Мушко становништво старо 3 године и више које говори аутохтони језик и не говори шпански         | 0        |
| 63  | Женско становништво старо 3 године и више које говори аутохтони језик и не говори шпански језик  | 0        |
| 64  | Становништво старо 3 године и више које говори аутохтони језик и шпански                         | 34       |
| 65  | Мушко становништво старо 3 године и више које говори аутохтони језик и шпански                   | 17       |
| 66  | Женско становништво старо 3 године и више које говори аутохтони језик и шпански                  | 17       |
| 67  | Становништво од 5 година и више које говори аутохтони језик                                      | 117      |
| 68  | Становништво од 5 година и више које говори аутохтони језик и не говори шпански језик            | 0        |
| 69  | Становништво од 5 година и више које говори аутохтони језик и говори шпански језик               | 34       |
| 70  | Становништво у домородачким домаћинствима                                                        | 299      |
| 71  | Становништво са ограничењима у активностима                                                      | 3800     |
| 72  | Становништво са ограниченим ходањем или кретањем, горе или доле                                  | 2060     |
| 73  | Становници са ограничењима вида, чак и уз кориштење сочива                                       | 992      |
| 74  | Становништво са ограничењима говора, комуникације или конверзације                               | 291      |
| 75  | Становништво са ограниченим слухом                                                               | 523      |
| 76  | Становништво са ограничењима при одевању, купању или јелу                                        | 196      |
| 77  | Становништво са ограничењима у опажању или учењу једноставних ствари                             | 162      |
| 78  | Становништво са менталним ограничењима                                                           | 412      |
| 79  | Становништво без ограничења активности                                                           | 70786    |
| 80  | Становништво од 3 до 5 година које не похађа школу                                               | 2143     |
| 81  | Мушко становништво од 3 до 5 година које не похађа школу                                         | 1101     |
| 82  | Женско становништво од 3 до 5 година које не похађа школу                                        | 1042     |
| 83  | Становништво од 6 до 11 година које не похађа школу                                              | 167      |
| 84  | Мушко становништво од 6 до 11 година које не похађа школу                                        | 83       |
| 85  | Женско становништво од 6 до 11 година које не похађа школу                                       | 84       |
| 86  | Становништво од 12 до 14 година које не похађа школу                                             | 296      |
| 87  | Мушко становништво од 12 до 14 година које не похађа школу                                       | 145      |
| 88  | Женско становништво од 12 до 14 година које не похађа школу                                      | 151      |
| 89  | Становништво од 15 до 17 година похађа школу                                                     | 2886     |
| 90  | Мушко становништво од 15 до 17 година похађа школу                                               | 1438     |
| 91  | Женско становништво између 15 и 17 година живота у школи                                         | 1448     |
| 92  | Становништво од 18 до 24 године похађа школу                                                     | 2358     |
| 93  | Мушко становништво од 18 до 24 године похађа школу                                               | 1262     |
| 94  | Женско становништво од 18 до 24 године похађа школу                                              | 1096     |
| 95  | Становништво од 8 до 14 година које не може да чита и пише                                       | 129      |
| 96  | Мушко становништво старосног доба од 8 до 14 година које не може да чита и пише                  | 77       |
| 97  | Женско становништво старосног доби од 8 до 14 година које не може да чита и пише                 | 52       |
| 98  | Становништво од 15 година и више које је неписмено                                               | 1212     |
| 99  | Мушко становништво од 15 година и више које је неписмено                                         | 530      |
| 100 | Женско становништво од 15 година и више које је неписмено                                        | 682      |
| 101 | Становништво старо 15 и више година без школовања                                                | 1700     |
| 102 | Мушко становништво старо 15 и више година без школовања                                          | 769      |
| 103 | Женско становништво старо 15 и више година без школовања                                         | 931      |
| 104 | Становништво старосног доба 15 и више година са непотпуним основним образовањем                  | 3993     |
| 105 | Мушко становништво старосног доба од 15 година и више са непотпуном основним образовањем         | 1656     |
| 106 | Женско становништво старосног доба 15 и више година са непотпуном основним образовањем           | 2337     |
| 107 | Становништво старо 15 и више година са комплетним основним образовањем                           | 8817     |
| 108 | Мушко становништво старо 15 година и више са комплетним основним образовањем                     | 4161     |
| 109 | Женско становништво старо 15 и више година са комплетним основним образовањем                    | 4656     |
| 110 | Становништво старосног доба 15 и више година са непотпуним средњим образовањем                   | 2361     |
| 111 | Мушко становништво старосног доба од 15 година и више са непотпуним средњим образовањем          | 1241     |
| 112 | Женско становништво старосног доба од 15 година и више са непотпуним средњим образовањем         | 1120     |
| 113 | Становништво старо 15 и више година са пуним секундарном образовањем                             | 16029    |
| 114 | Мушко становништво старосног доба од 15 година и више са пуним секундарном образовањем           | 8408     |
| 115 | Женско становништво старосног доба од 15 година и више са пуним секундарном образовањем          | 7621     |
| 116 | Становништво старије од 18 година са постосновним образовањем                                    | 16674    |
| 117 | Мушко становништво старије од 18 година са постосновним образовањем                              | 8702     |
| 118 | Женско становништво старије од 18 година са постосновним образовањем                             | 7972     |
| 119 | Просечна оцена школовања                                                                         | 9.05     |
| 120 | Просечан ниво образовања мушке популације                                                        | 9.23     |
| 121 | Просечан ниво образовања женског становништва                                                    | 8.87     |
| 122 | Економски активно становништво                                                                   | 28941    |
| 123 | Економски активна мушка популација                                                               | 20129    |
| 124 | Економски активна женска популација                                                              | 8812     |
| 125 | Становништво које није економски активно                                                         | 27864    |
| 126 | Мушко становништво које није економски активно                                                   | 8042     |
| 127 | Женско становништво које није економски активно                                                  | 19822    |
| 128 | Запослено становништво                                                                           | 27239    |
| 129 | Запослено мушко становништво                                                                     | 18764    |
| 130 | Запослено женско становништво                                                                    | 8475     |
| 131 | Незапослена популација                                                                           | 1702     |
| 132 | Незапослена мушка популација                                                                     | 1365     |
| 133 | Незапослена женска популација                                                                    | 337      |
| 134 | Становништво без права на здравствене услуге                                                     | 12490    |
| 135 | Становништво које има право на здравствене услуге                                                | 62208    |
| 136 | Становништво које има право на ИМСС                                                              | 50856    |
| 137 | Становништво које има право на социјално осигурање                                               | 2843     |
| 138 | Становништво које има право на државно социјално осигурање                                       | 203      |
| 139 | Становништво које има право на опште осигурање или здравствено осигурање за нову генерацију      | 7899     |
| 140 | Становништво које је било једном или није било у браку током 12 година и више                    | 17750    |
| 141 | Венчано или уједињено становништво од 12 година и више                                           | 33536    |
| 142 | Становништво које је било у браку или уједињено 12 година и више                                 | 5659     |
| 143 | Становништво са католичком религијом                                                             | 56076    |
| 144 | Протестанти, еванђелисти и библијски следбеници различити од еванђелиста                         | 11641    |
| 145 | Становништво са другим религијама различитим од претходних                                       | 34       |
| 146 | Становништво без религије                                                                        | 6737     |
| 147 | Укупно пописаних домаћинства                                                                     | 19377    |
| 148 | Пописна домаћинства на челу са мушкарцима                                                        | 15792    |
| 149 | Пописна домаћинства на челу са женама                                                            | 3585     |
| 150 | Становништво у пописним домаћинствима                                                            | 74904    |
| 151 | Становништво у пописним домаћинствима на челу са мушкарцима                                      | 63209    |
| 152 | Становништво у пописним домаћинствима на челу са женама                                          | 11695    |
| 153 | Укупно домаћинстава                                                                              | 21699    |
| 154 | Укупно насељених домаћинстава                                                                    | 19468    |
| 155 | Укупно приватних кућа                                                                            | 21608    |
| 156 | Насељени приватни домови                                                                         | 19377    |
| 157 | Укупно насељених приватних кућа                                                                  | 19466    |
| 158 | Ненасељене приватне куће                                                                         | 1491     |
| 159 | Појединачна домаћинства за привремену употребу                                                   | 740      |
| 160 | Становници у насељеним приватним кућама                                                          | 74904    |
| 161 | Насељеност станара у приватним становима                                                         | 3.87     |
| 162 | Просечно становника по соби у приватним насељеним домаћинствима                                  | 0.98     |
| 163 | Појединачна домаћинства са подовима од различитих материјала од земље                            | 19154    |
| 164 | Појединачна домаћинства у приземљу                                                               | 177      |
| 165 | Појединачна домаћинства са једном спаваћом собом                                                 | 6762     |
| 166 | Појединачна домаћинства са две спаваће собе и више                                               | 12583    |
| 167 | Појединачна домаћинства са једним собом                                                          | 753      |
| 168 | Појединачна домаћинства са две собе                                                              | 2776     |
| 169 | Појединачна домаћинства са 3 собе и више                                                         | 15805    |
| 170 | Појединачна домаћинства која имају електрично светло                                             | 19224    |
| 171 | Појединачна домаћинства која немају електрично светло                                            | 126      |
| 172 | Појединачна домаћинства која имају водоводну воду у стамбеном простору                           | 18692    |
| 173 | Појединачна домаћинства која немају водоводну воду у стамбеном простору                          | 640      |
| 174 | Појединачна домаћинства која имају тоалет                                                        | 19096    |
| 175 | Појединачна домаћинства која имају канализацију                                                  | 18220    |
| 176 | Појединачна домаћинства која немају канализацију                                                 | 1080     |
| 177 | Појединачна домаћинства која имају електрично светло, довод воде из јавне мреже и канализацију   | 17781    |
| 178 | Појединачна домаћинства без икаквих услова                                                       | 51       |
| 179 | Појединачна домаћинства која имају радио                                                         | 16614    |
| 180 | Појединачна домаћинства која имају телевизор                                                     | 18995    |
| 181 | Појединачна домаћинства која имају фрижидер                                                      | 18610    |
| 182 | Појединачна домаћинства која имају машину за веш                                                 | 16293    |
| 183 | Појединачна домаћинства која имају аутомобил или комби                                           | 11402    |
| 184 | Појединачна домаћинства која имају рачунар                                                       | 5216     |
| 185 | Појединачна домаћинства која имају фиксну телефонску линију                                      | 8292     |
| 186 | Појединачна домаћинства која имају мобилни телефон                                               | 14203    |
| 187 | Појединачна домаћинства која имају приступ интернету                                             | 3618     |